# Magdalene Thoresen
Magdalene Thoresen, född Kragh 1819 i Fredericia, död 1903 i Köpenhamn var en dansk-norsk författare och svärmor till den norske dramatikern Henrik Ibsen. Magdalene Thoresen levde och verkade många år i Norge. 
Magdalene Kragh var dotter till snickaren och skepparen Thomas Nielsen Kragh. 1840 till 1842 studerade hon i Köpenhamn och mötte där isländske litteraturstudenten Grimur Thomsen. De två levde tillsammans en kort tid. Magdalene blev gravid och avreste därefter till Norge för att ingå äktenskap med prästen H.C. Thoresen. Thoresen verkade då i pastoratet Herøy på Sunnmørekusten.
Magdalene Thoresen var nära vän med författaren Mathilde Reinhardt, som skildrade hennes liv i memoarerna Magdalene Thoresen. Erindringer og Breve.
Thoresens verk har översatts till flera språk och åren 1878–82 utgavs hennes Gesammelte Erzählungen i fem band. På sin åttiårsdag fick hon Fortjenstmedaljen i guld av kung Christian IX och  Belønningsmedaljen i gull av Oscar II. Från år 1891 fick hon ett årligt stipendium på 800 kronor från danska staten som 1902 höjdes till 1 200 kronor.